# 27 mai 1937
Le jeudi 27 mai 1937 est le 147e jour de l'année 1937.

## Naissances
- Allan Carr (mort le 29 juin 1999), producteur de cinéma américain
- Andreï Bitov (mort le 3 décembre 2018), écrivain et scénariste soviétique puis russe
- Eva Christian, actrice allemande
- Gérard Klein, écrivain et économiste français
- Gudrun Kalmbach, mathématicienne allemande
- Rena Gregoriadès (morte le 27 avril 2009), designer française
- Theo Vennemann, linguiste allemand

## Décès
- Amédée Dherbecourt (né le 31 mars 1865), homme politique français
- Archibald Boyd-Carpenter (né le 26 mars 1873), personnalité politique britannique
- David Morton (né le 23 juillet 1861), joueur de rugby
- Frederic Eugene Ives (né le 17 février 1856), inventeur et photographe américain

## Événements
- Inauguration pour les piétons du Pont du Golden Gate en Californie
- Création de l'association Solidarité Internationale Antifasciste